# Termoelektrarna Šoštanj blok 1 in 2
Bloka 1 in 2 sta bloka, ki več ne obratujeta na Termoelektrarni Šoštanj.

## Osnovni Podatki blokov 1 in 2
- BLOK 1 IN 2 NE OBRATUJETA VEČ
- Termoelektrarna Šoštanj
- Naslov: Cesta Lole Ribarja 18, Šoštanj

## Poenostavljena tehnološka shema
| 1. Kotel                | 10. Nagrevalnik 3                  | 19. Priprava dekarbonate vode |
| 2. Turbina              | 11. Nagrevalnik 4                  |                               |
| 3. Generator            | 12. Napajalni rezervoar            |                               |
| 4. Kondenzator          | 13. Napajalni črpaliki             |                               |
| 5. Kondenzatni črpalki  | 14. NT odvodnik                    |                               |
| 6. Hladilnik kondenzata | 15. Hladilni stolp                 |                               |
| 7. Nagrevalnik 1        | 16. Hladilni črpalki\|             |                               |
| 8. Nagrevalnik 2        | 17. Ejektor                        |                               |
| 9. Hladilnik kondenzata | 18. Hladinik Kondenzata ejektorjev |                               |

## Tabela tehničnih podatkov za bloka 1 in 2
| NAPRAVA                     | ENOTA                                   | BLOK 1                                  | BLOK 2                                  |
| --------------------------- | --------------------------------------- | --------------------------------------- | --------------------------------------- |
| KOTLI                       | SULZER - enocevni, s prisilnim pretokom | SULZER - enocevni, s prisilnim pretokom | SULZER - enocevni, s prisilnim pretokom |
| Število                     | kom                                     | 1                                       | 1                                       |
| Zmogljivost                 | t/h                                     | 125                                     | 125                                     |
| Sveža para: tlak            | bar                                     | 98                                      | 98                                      |
| Temparatura                 | °C                                      | 515                                     | 515                                     |
| Napajalna voda: temparatura | °C                                      | 195                                     | 195                                     |
| Mlin: število               | kom                                     | 4                                       | 4                                       |
| Zmogljivost                 | t/h                                     | 16                                      | 16                                      |
| Dimni plini: Temperatura    | °C                                      | 195                                     | 195                                     |
| Izkoristek kotla            | %                                       | 86                                      | 86                                      |
| Višina dimika               | m                                       | 100                                     | 100                                     |
| TURBINE                     | ESCHER WYSS - kondenzacijska, odjemna   | ESCHER WYSS - kondenzacijska, odjemna   | ESCHER WYSS - kondenzacijska, odjemna   |
| Število                     | kom                                     | 1                                       | 1                                       |
| Nazivna moč                 | MV                                      | 30                                      | 30                                      |
| Tlak sveže pare - vstop     | bar                                     | 93                                      | 93                                      |
| Nazivni vrtljaji            | min-1                                   | 3.000                                   | 3.000                                   |
| Hladilna voda: zmogljivost  | m3/h                                    | 6.500                                   | 6.500                                   |
| Nazivna Temperatura         | °C                                      | 27                                      | 27                                      |
| Višina hladilnega stolpa    | m                                       | 60                                      | 60                                      |
| GENERATORJI                 | OERLIKON                                | OERLIKON                                | OERLIKON                                |
| Nazivna moč                 | MVA                                     | 37,5                                    | 37,5                                    |
| Nazivna napetost            | V                                       | 10,5 ± 5 %                              | 10,5 ± 5 %                              |
| Nazivni fazni kot           | cos φ                                   | 0,8                                     | 0,8                                     |
| Vzbujanje                   | Statično                                | Statično                                | Statično                                |
| Hlajenje                    | bar                                     | z zrakom                                | z zrakom                                |
| Specifična poraba premoga   | kg/kWh                                  | 1,4                                     | 1,4                                     |
| Izkoristek blokov           | %                                       | 28                                      | 28                                      |
| BLOKOVNI TRANSFORMATORJI    | OERLIKON                                | OERLIKON                                | OERLIKON                                |
| Nazivna moč                 | MVA                                     | 32                                      | 32                                      |
| Prestavno razmerje          | kV                                      | 10,5/115,5                              | 10,5/115,5                              |
| Kratkostična napetost       | %                                       | 10                                      | 10                                      |
| Vezava                      |                                         | Yy0                                     | Yy0                                     |
| Transformator b.l.r. moč    | MVA                                     | 6,3                                     | 6,3                                     |
| Prestavno razmerje ± 18%    | kV                                      | 10,5/6,3                                | 10,5/6,3                                |

## Kotla SULZER
Bloka 1 in 2 imata enaka Sulzerjeva enocevna kotla s prisilnim pretokom. Vsak od njiju lahko proizvede 125 t pare na uro, s tlakom 100 bar in temperaturo 515 °C.

### Zgradba parnega kotla
Zgradba parnega kotla je razvidna iz prereza na sliki. Voda oziroma para teče po posameznih delih parnega kotla v naslednjem zaporedju: 
Napajalna voda priteka po cevi v razdelilno komoro grelnika vode 1, ki je sestavljen iz 54 paralelnih vej in ima ogrevalno površino 800 m2. Iz zbiralne komore grelnika 1 teče voda po skupni cevi do sistema vertikalnih in horizontalnih nosilnih cevi, ki nosijo konvektivni pregrevalnik pare 1, ter končni ogradni pregrevalnik pare 3. Od tod teče voda v razdelilno komoro, ter preko grelnikov vode 2 in 3 ogrevalnih površin 603 m2 in 627 m2. Razdelilna komora ali kolektor razdeli vodo v 50 paralelnih vej brez dušilnih elementov za uravnavanje pretoka.
Vsi trije grelniki so nameščeni prečno ležeče v vertikalni dimni kanal. Dimni plini gredo najprej skozi grelnik vode 3, nato skozi grelnika 2 in 1 ter skozi cevni grelnik zraka.

## Turbini blokov 1 in 2
Parni turbini proizvajalca Escher Wyss sta na obeh blokih popolnoma enaki. Turbini sta enakotlačni, aksialni, večstopenjski kondenzatni, z visokotlačnim in nizkotlačnim delom. Gredi turbin so togo spojene z rotorjem generatorja. Visokotlačni del turbine sestavljajo hitrozaporna ventila, regulirni ventili, visokotlačni rotor in visokotlačno ohišje.

S hitrozapornima ventiloma v trenutku preprečimo vstop sveže pare v turbino pri okvarah, ločitvi generatorja od omrežja, pri nepravilnih manipulacijah in ostalih nevarnostih, ki vplivajo na varno delovanje turbine. Z regulirnimi ventili reguliramo količino dotoka sveže pare v turbino. Turbini imata vsaka po štiri regulirne ventile, ki se krmilijo preko hidravlično krmiljenega servomotorja in vzvodov.

### Delovanje turbine
Turbina deluje s pomočjo regulacije vrtljajev ali regulacije tlaka sveže pare. Prvi način je uporabljen pri zagonih, zaustavitvah ali ob izpadu turboagregata iz omrežja. Osnova takšnega delovanja je centrifugalni vzmetni regulator, ki je poganjan z gredjo turbine preko vijačnega zobnika.

Regulacija tlaka sveže pare je uporabljena med normalnim stabilnim obratovanjem. Moč turbine določa tlak pare pred turbino, ki ga prejemnik zaznava in deluje na odpiranje regulirnih ventilov preko oljnih servomotorjev. Tlak pare dosegamo s kurjenjem v kotlu.
Gredne toge vezi povezujejo med seboj rotorje, da se navor prenaša iz enega na drugega in nato na rotor generatorja. Ležaji prenašajo sile z rotorja na mirujoče dele turbine. Podporni ležaji prenešajo težo rotorja, oporni pa tokovne sile in pritiske. Glede na os rotorja ločimo aksialne in radialne ležaje. Radialni ležaji prestrezajo sile, ki so pravokotne na os rotorja, aksialni pa sile v smeri osi rotorja. Ležaji so v posebnih ohišjih, imenovani ležajniki. Parni turbini imata zaradi svojih specialnih zahtev uporabljene le drsne ležaje in sicer tri radialne in en aksialni ležaj.